# パラマハンサ・ヨガナンダ
パラマハンサ・ヨガナンダ(パラマハンサ・ヨーガーナンダ Paramahansa Yogananda,ベンガル語：পরমহংস যোগানন্দ)  本名ムクンダ・ラル・ゴーシュ (ムクンド・ラール・ゴーシュ Mukunda Lal Ghosh ベンガル語：মুকুন্দলাল ঘোষ,1893年1月5日 - 1952年3月7日 )は、インド生まれのヨーガ指導者、グル。クリヤー・ヨーガは「神の理解と内なる平安の達成のための科学的技法」であると説き、これを西洋に広めることが使命であると信じて活動し、ヨーゴーダ・サットサンガ(Yogoda Satsanga Society of India)、自己実現同志会(Self-Realization Fellowship)、全宗教自己実現教会を設立、西洋で成功を収めた。
彼の教えでは、クリヤー・ヨーガは体に大量の酸素を取り込み、これが「生命の流れ」に変わり、脳と脊髄を活性化させ、人はカルマから解き放たれ、心身の衰えも止まるとされている。実践者は心の平安を達成し、そののち神とその愛を会得するという。
自伝『あるヨギの自叙伝』は、1946年に出版された代表的な書籍。50以上の言語に翻訳され、Apple創業者のスティーブ・ジョブス、ビートルズのジョージ・ハリスン、クリケット選手のヴィラット・コーリなど世界中の人々に多大な影響を与えた。

## 略歴
クリヤー・ヨーガ実践の復興者といわれるシュリー・ユクテーシュヴァルに少年期に弟子入りし、師にヨーガナンダの名を与えられた。セランポール・カレッジに進学し、1915年に卒業。鉄道管理の仕事についてほしいという父親の希望を拒否して師のもとで出家した。
1917年にインドのダクシネーシュワルにヨーゴーダ・サットサンガ(Yogoda Satsanga Society of India、略称：YSS)を設立（サットサンガは「神聖な共同体」、ヨーゴーダはヨガナンダの造語で「ヨーガが伝えるもの」つまり「自己実現」を意味する）。ユクテーシュヴァルの計画で、1920年に西洋でクリヤー・ヨーガを普及するためアメリカにわたり、ボストン会議にインド代表として出席、様々な会に招かれ話をし、有名になっていった。1920年、ロサンゼルスにヨーゴーダ・サットサンガの西洋本部を作る。1925年に自己実現同志会（the Self-Realization Fellowship、略称：SRF)をロサンゼルス本部に設立、1927年に姉妹団体の全宗教自己実現教会（Self-Realization Church of All Religions）を設立。ヨーガナンダの指導の下で両団体は協働し、アメリカで大成功を収めた。自己実現同志会の信者はクリヤー・ヨーガの実践を求められるが、信仰は自由であり、思想面での寛容さをモットーとする。1928年に弟子のスワーミー・プレーマナンダ（ブラフマチャーリー・ジョーティン）に全宗教自己実現教会のリーダーを任せた。
1935年に最後にインドを訪問した際に、シュリー・ユクテーシュヴァルから高い霊的地位を示す「パラマンサ」の称号を与えられる。
全宗教自己実現教会を任されたスワーミー・プレーマナンダは、次第にヨガナンダの意思に反して自己実現同志会からの独立を目指すようになり、1946年に自己実現同志会から全宗教自己実現教会を分離した。ヨガナンダは自己実現同志会と全宗教自己実現教会を再統合するようプレーマナンダに求めたが、叶わなかった。
1946年に、超常的体験を含む自伝『あるヨギの自叙伝』をThe Philosophical Library Inc.より出版。自己実現同志会にとって重要な本で、ここに書かれた彼の人生自体が教えの最高の実現と考えられている。
1952年3月7日死去。遺体は埋葬まで20日間安置されたが、腐敗しなかったと言われる。スワーミー・ラージャールシ・ジャナカーナンダ（ジェイムズ・Ｊ・リン）があとを継いだが、彼は3年で亡くなり、1955年にそのあとをシュリー・ダヤー・マーター（フェイ・ライト）が継いだ。
今日では、自己実現同志会は世界中に500以上の寺院とセンターがあり、175以上の国にメンバーがいる。また自己実現会（Self-Realization Order）という修行者のための僧院を監督している。ヨーゴーダ・サットサンガは、インドやその周辺に100以上のセンター、リトリート、僧院がある。
ヨーガナンダの死後、全宗教自己実現教会は絶対一元論自己開示教会と改名。絶対一元論自己開示教会と同教会につながりのある絶対一元論神的生命教会は、スワーミー・プレーマナンダがヨガナンダらクリヤー・ヨーガのグルたちの系譜に連なると考えているが、自己実現同志会は否定している。『あるヨギの自叙伝』の初版に掲載されていたプレーマナンダに関係する情報と写真は、後の版で自己実現同志会によって削除された。

## ギャラリー

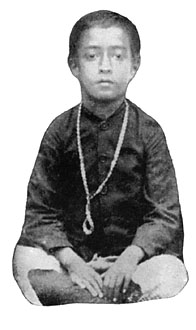
ヨーガーナンダ6歳の写真
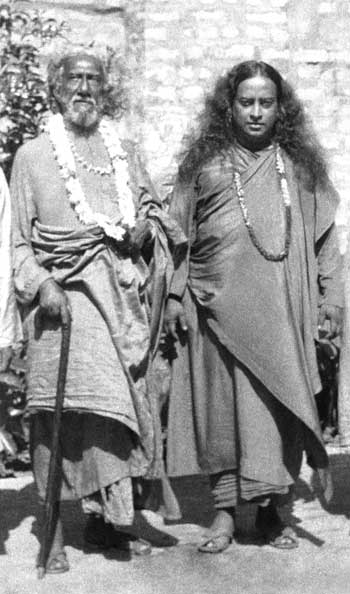
シュリー・ユクテーシュヴァルとヨーガーナンダ
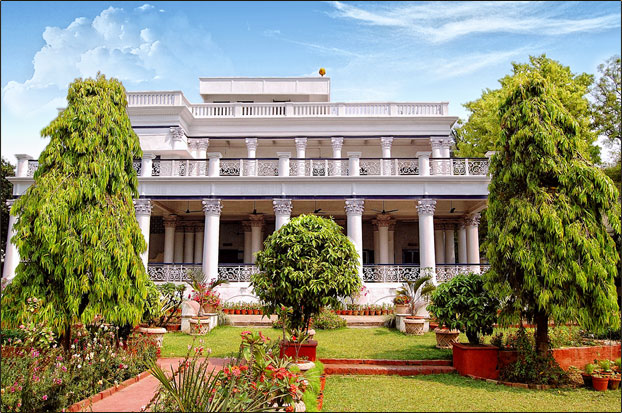
ヨーゴーダ・サットサンガ本部（インド・ダクシネーシュワル）
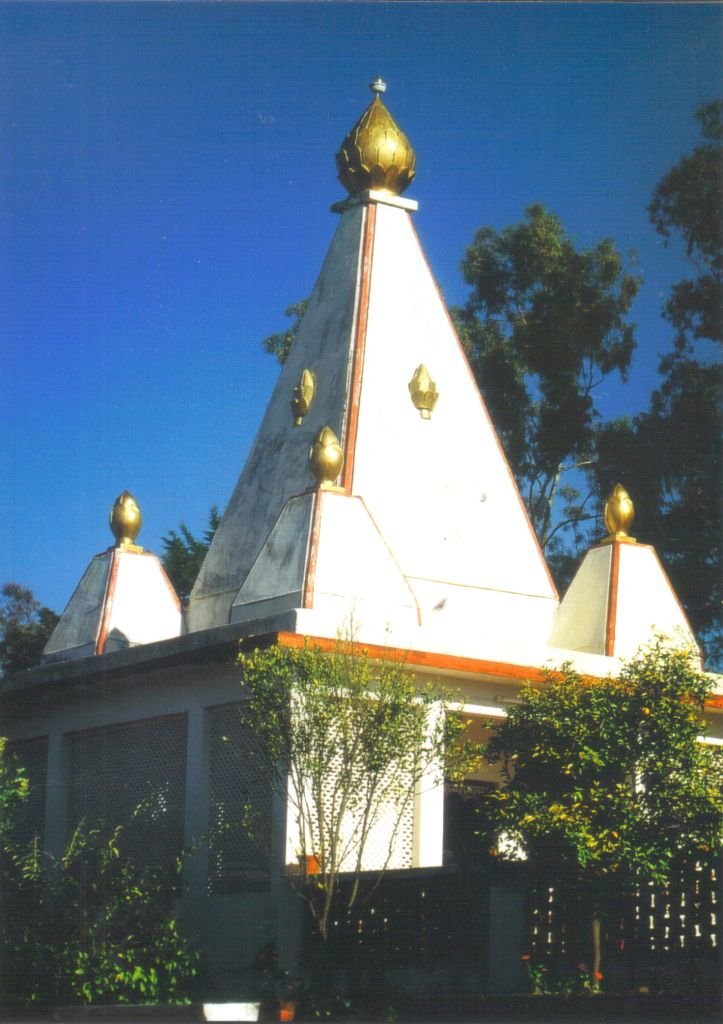
ヨーゴーダ・サットサンガの寺院
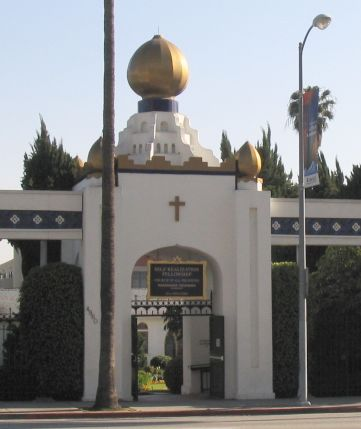
自己実現同志会（ロサンゼルス）
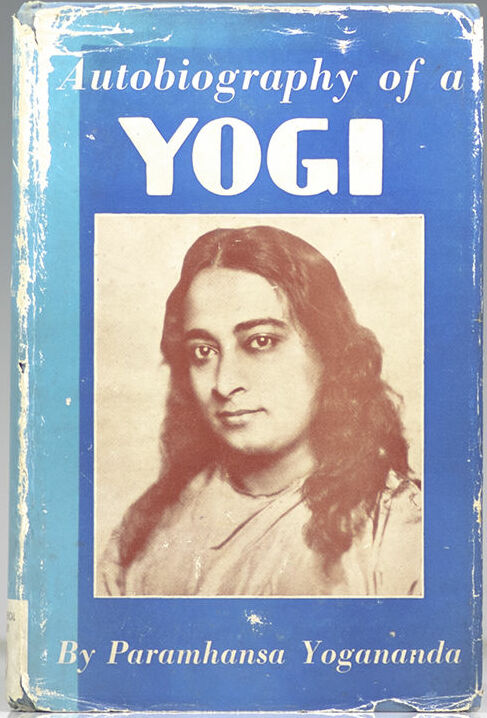
『あるヨギの自叙伝』の表紙

## 関連人物
- ヴィシュヌ・チャラン・ゴーシュ（ドイツ語版）：弟。ハタ・ヨーガの実践者、ボディビルダー。ビクラムヨガの創始者ビクラム・チョードリーの師。